# 昂德雷斯特
昂德雷斯特（法語：Andrest，法語發音：[ɑ̃dʁɛst]）是法国上比利牛斯省的一个市镇，位于该省北部，属于塔布区。

## 地名
该地名“Andrest”发音为[ɑ̃dʁɛst]，末尾字母“st”发音，《世界地名译名词典》将其误译作“昂德雷”。

## 地理
昂德雷斯特（43°19'0"N, 0°3'40"E）面积6.19 平方千米，位于法国奧克西塔尼大區上比利牛斯省，该省份为法国西南部内陆省份，北至热尔省，西接大西洋比利牛斯省，南与西班牙接壤，东临上加龙省。
与昂德雷斯特接壤的市镇（或旧市镇、城区）包括：皮若、塔布、巴泽、加扬、马尔萨克、乌尔斯贝利勒、萨尔尼盖、锡亚鲁伊、欧朗桑。
昂德雷斯特的时区为UTC+01:00、UTC+02:00（夏令时）。

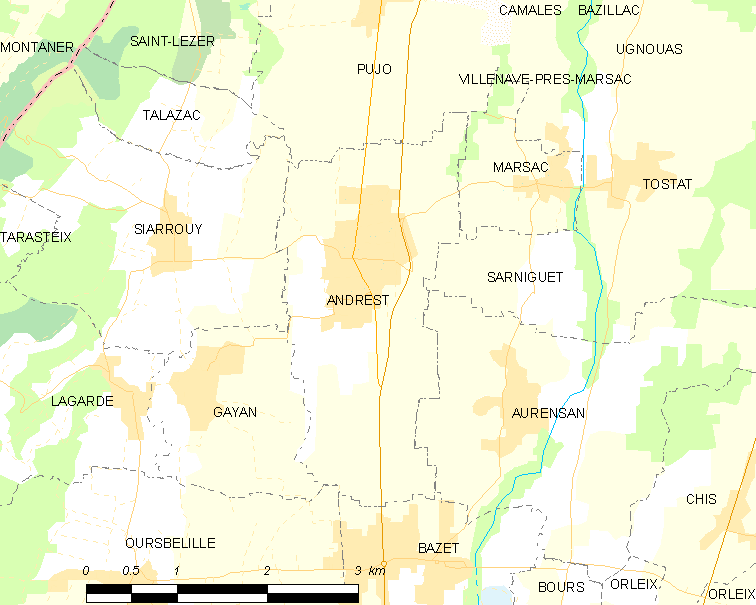
昂德雷斯特的OSM定位图

## 行政
昂德雷斯特的邮政编码为65390，INSEE市镇编码为65007。

## 政治
昂德雷斯特所属的省级选区为比戈尔地区维克县。

## 人口

1962-2008年间昂德雷斯特人口变化图示

昂德雷斯特于2022年1月1日时的人口数量为1349人。